# Régades
Régades ist eine französische Gemeinde mit 131 Einwohnern (Stand 1. Januar 2022) im Département Haute-Garonne in der Region Okzitanien (zuvor Midi-Pyrénées). Die Einwohner werden als Régadois bezeichnet.

## Geographie
Umgeben wird Régades von den fünf Nachbargemeinden:
|                         | Aspret-Sarrat                               |                      |
| Sauveterre-de-Comminges | Kompassrose, die auf Nachbargemeinden zeigt | Encausse-les-Thermes |
|                         | Payssous                                    | Cabanac-Cazaux       |

## Bevölkerungsentwicklung
| Jahr                       | 1962 | 1968 | 1975 | 1982 | 1990 | 1999 | 2009 | 2017 |
| -------------------------- | ---- | ---- | ---- | ---- | ---- | ---- | ---- | ---- |
| Einwohner                  | 82   | 83   | 103  | 103  | 122  | 112  | 132  | 133  |
| Quellen: Cassini und INSEE |      |      |      |      |      |      |      |      |

## Sehenswürdigkeiten
- Kirche St-Jean-Baptiste, erbaut im 17. Jahrhundert

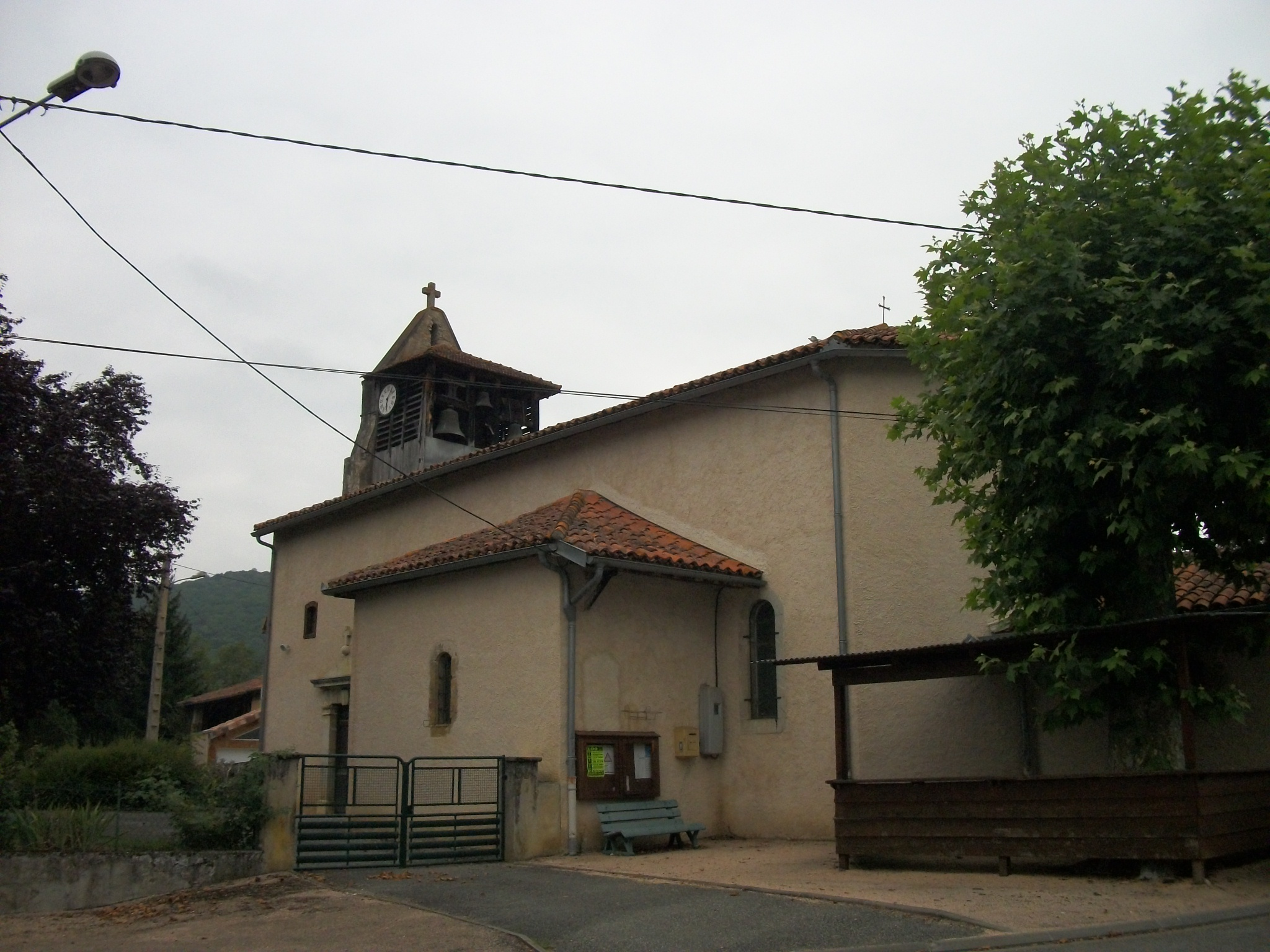
Kirche Saint-Jean-Baptiste